# 阳春堂琴谱
《阳春堂琴谱》，古琴谱。明1611年张大命撰辑。

## 琴谱内容
全书分正續两集，正集卷首有张大命自序，后为目录，一卷为琴学须知，二至四卷为曲谱，共收四十二曲。续集为琴谱启蒙，卷首有张大命續刻琴谱启蒙叙言。后为续集目录，后收琴歌十首。

## 琴谱考究
此谱与《阳春堂琴经》一样，后来被沈国裕篡改原版，改称《太古正音琴谱》，分为匏、土、革、木四集。重校出版。